# John Wick: Kapitel 3
John Wick: Kapitel 3 (Originaltitel: John Wick: Chapter 3 – Parabellum) ist ein US-amerikanischer Actionfilm aus dem Jahr 2019 und stellt die Fortsetzung des 2017 erschienenen Films John Wick: Kapitel 2 sowie den dritten Teil der John-Wick-Filmreihe dar. Wie in den beiden vorherigen Teilen übernahm Chad Stahelski die Regie und Derek Kolstad das Drehbuch. Keanu Reeves schlüpfte erneut in die titelgebende Rolle des John Wick.
Der Film kam am 17. Mai 2019 in die US-Kinos und am 23. Mai 2019 in die deutschen Kinos.

## Handlung
Nachdem John Wick Santino D’Antonio im Continental getötet hat, befindet er sich auf der Flucht durch New York City. Da ein Kopfgeld in Höhe von anfänglich 14 Millionen US-Dollar auf ihn ausgesetzt wurde und er durch den Mord an D’Antonio sämtliche Privilegien als Continental-Mitglied verwirkt hat, muss er nun aus New York entkommen. Er erreicht die Stadtbibliothek und holt einen Rosenkranz mit einem „Wechsel-Medaillon“ aus einem versteckten Buch. In der Bibliothek wird John von einem Attentäter bereits vor der ihm gewährten Frist angegriffen, den er aber, wenn auch schwer verletzt, bezwingen kann. John eilt zu einem bekannten Arzt, der seine Verletzung behandelt. Punkt 18 Uhr wird er „exkommuniziert“, und sämtliche Killer der Stadt machen Jagd auf ihn. Auf der Flucht vor Attentätern kämpft er sich bis zum Tarkovsky-Theater durch, wo er die Direktorin aufsucht, eine Frau aus der Vergangenheit, die das Kruzifix als Ticket für die sichere Überfahrt nach Essaouira nahe Casablanca in Marokko akzeptiert.
Währenddessen trifft sich eine Richterin von der Hohen Kammer mit Winston, dem Manager des Continental, und dem Bowery King, dem Anführer eines Netzwerks von Landstreicher-Attentätern. Die Richterin wirft ihnen vor, John Wick bei der Ermordung von Santino D’Antonio geholfen zu haben, und ermahnt beide, in sieben Tagen ihre Ämter aufzugeben, sonst stehen sie schwerwiegenden Konsequenzen gegenüber.
In Casablanca trifft John erst auf Killer, die ihn umbringen wollen, aber auf Wunsch von Sofia, einer ehemaligen Freundin und Managerin des Casablanca Continental, von dem Concierge zurückgerufen werden. Er bittet Sofia, ihm zu helfen, indem sie ihn zum Ältesten, einem hochrangigen Mitglied der Hohen Kammer bringt, damit er den Verzicht auf sein Kopfgeld beantragen kann. Sofia will ablehnen, allerdings hat John eine Schuldmünze von ihr. Sie bringt ihn zu einem Attentäter namens Berrada, der John sagt, dass er den Ältesten finden kann, indem er durch die Wüste wandert, bis er nicht mehr laufen kann. Im Austausch für diese Informationen bittet er um einen von Sofias gepanzerten Kampfhunden. Als Sofia sich weigert, schießt er auf den Hund. In einem Anfall von Wut schießt Sofia Berrada ins Bein, und das Duo kämpft sich, zusammen mit den Kampfhunden, aus der Kasbah heraus und flieht in die Wüste.
Sofia hat ihre Schuld eingelöst und lässt John in der Wüste zurück. Er streift durch die Wüste, bis er vor Erschöpfung zusammenbricht, aber von den Männern des Ältesten gefunden wird. John erklärt seine Handlungen und sagt, dass er unbedingt weiterleben möchte, um die Erinnerung an die Liebe, die er einst mit seiner Frau hatte, beizubehalten. Der Älteste willigt ein, John zu vergeben, aber nur, wenn er Winston ermordet und bis zu seinem Tod für die Hohe Kammer arbeitet. Um sein Engagement und seine Loyalität gegenüber der Hohen Kammer zu bezeugen, trennt John seinen Ringfinger ab und gibt dem Ältesten seinen Ehering.
In der Zwischenzeit rekrutiert die Richterin den Attentäter Zero und seine Schüler, um den Willen der Hohen Kammer durchzusetzen. Mit Hilfe von Zero spricht sie die Direktorin und den Bowery King schuldig. Als Bestrafung werden beide verstümmelt, letzterer sogar so sehr, dass er fast seinen Wunden erliegt. John kommt zurück nach New York City und wird von Zeros Männern verfolgt, kann aber zum Continental flüchten und dort um Asyl bitten. Er trifft sich mit Winston, der John ermutigt, nicht als Mörder zu sterben, sondern als Mann, der seine Frau liebte und von ihr geliebt wurde.
Die Richterin kommt hinzu, aber Winston weigert sich, sein Amt aufzugeben, und John weigert sich, Winston zu töten. Infolgedessen lässt die Richterin das Continental „säkularisieren“, was das Töten innerhalb des Gebäudes erlaubt. Zero und seine Männer sowie zwei Busse mit gepanzerten Vollstreckern als Unterstützung werden geschickt. Nachdem diese fast alle Mitarbeiter des Hotels getötet haben, können John und der Concierge Charon die Vollstrecker mit Schrotflinten und panzerbrechender Munition bezwingen. John wird anschließend von Zeros Schülern überfallen. Er tötet alle bis auf zwei, die ihn als einzige respektvoll bekämpft haben. In dem anschließenden Duell wird Zero durch John getötet.
Die Richterin verhandelt mit Winston, der den Widerstand als Demonstration der Stärke erklärt und der Hohen Kammer seine Treue anbietet. Als John dazukommt, erschießt Winston ihn scheinbar, wodurch John vom Dach des Continental fällt. Das Hotel eröffnet wieder, aber die Richterin informiert Winston, dass Johns Leiche verschwunden ist, und dass er für beide immer noch eine Bedrohung darstellt. Der verwundete John Wick wird an den stark vernarbten Bowery King ausgeliefert, der ihm mitteilt, dass er wütend auf die Hohe Kammer sei und gegen sie kämpfen werde. Er fragt John, ob es ihm genauso geht, und John stimmt zu.

## Produktion
Im Oktober 2016, noch vor Erscheinen des zweiten Teils der John-Wick-Reihe, gab Regisseur Chad Stahelski bekannt, dass ein dritter Teil in Arbeit sei.
Der Originaltitel nimmt Bezug auf das von der Figur Winston zitierte lateinische Sprichwort „Si vis pacem para bellum“. Jenes bedeutet wörtlich übersetzt: „Wenn du (den) Frieden willst, bereite (den) Krieg vor.“ Gleichzeitig ist „Parabellum“ die Bezeichnung für eine bestimmte Pistole sowie das Kaliber der dafür verwendeten Munition.

## Rezeption

### Einspielergebnis
Global konnte John Wick: Kapitel 3 in den ersten Tagen rund 92,2 Millionen US-Dollar einspielen, davon 57 Millionen allein in Nordamerika, dadurch die Vorherrschaft von Avengers: Endgame am Box Office nach vier Wochen beenden und zum Spitzenreiter der Kino-Charts in vielen Ländern werden. Am Startwochenende in Deutschland konnte er inklusive Vorpremieren rund 330.000 Kinobesucher verzeichnen und dadurch die Spitzenposition der Kino-Charts belegen. In Nordamerika konnte der Film zeitgleich in der zweiten Woche mit Einnahmen von 24,35 Millionen US-Dollar hingegen nur noch den zweiten Platz der Kino-Charts erreichen. Am zweiten deutschen Kinowochenende konnte der Film weitere 180.000 verkaufte Kinokarten vorweisen und damit Platz 2 der Kino-Charts markieren. Die weltweiten Einnahmen aus Kinovorführungen belaufen sich auf 327,3 Millionen US-Dollar, von denen er allein 171,0 Millionen im nordamerikanischen Raum einspielen konnte. Dabei konnte er bereits zehn Tage nach Kinostart das Einspielergebnis des Vorgängers überbieten und zum finanziell erfolgreichsten Teil der Filmreihe werden. In Deutschland verzeichnete der Film 1.190.776 Kinobesucher, durch die er 11,1 Millionen Euro umsetzen konnte.

### Kritiken
John Wick: Kapitel 3 konnte auf Rotten Tomatoes ein Rating von 89 % erzielen. Der zusammengefasste Konsens der Seite lautet: „John Wick: Kapitel 3 lädt für eine weitere knallharte Runde der brillant choreografierten Over-the-Top Action nach, die Fans des Franchise fordern.“ Auf Metacritic erreichte der Film 73 von 100 Punkten, was auf „allgemein positive Kritik“ hindeutet.
Der Filmdienst meinte, der dritte Teil der „filmischen Actionschlacht“ setze „nur noch vereinzelt formal bemerkenswerte Akzente“ und kranke an einer „zähe[n] Dramaturgie der Redundanzen, die auch von den sinnfreien Kampfszenen kaum belebt wird.“ Für Carsten Baumgardt von Filmstarts ist John Wick: Kapitel 3 dagegen der „bisher beste Teil der Reihe“ mit „hammerharte[r] Action, starke[n] Figuren und viel Atmosphäre“. Unter den Darstellern hinterlasse vor allem Halle Berry in einem Gastauftritt „als widerspenstige, alte Freundin Sofia“ einen „bleibenden Eindruck“. Baumgardt vergab als abschließende Bewertung 4 von 5 Sternen.
Sascha Westphal von epd Film bewertete den Film mit 3 von 5 Punkten und schrieb, dass das „comichafte Universum John Wicks“ eine „kafkaeske Version der gegenwärtigen Welt“ sei und die „Gilde der Assassinen“ einem „global agierenden Konzern“ gleiche. Ihre Nähe zur „Römisch-katholischen Kirche wie zur Hochfinanz“ mache aus dem Film „eine politische Parabel“. Jedoch habe diese Neuausrichtung einen Preis: „Die einzelnen Actionsequenzen sind zwar immer noch eindrucksvoll choreographiert. Aber sie haben nicht mehr den einzigartigen Sog, der den zweiten Teil zu einem Meilenstein seines Genres gemacht hat.“

### Auszeichnungen
Art Directors Guild Awards 2020
- Nominierung in der Kategorie Contemporary Film[14]

Critics’ Choice Movie Awards 2020
- Nominierung als Bester Actionfilm[15]

Golden Reel Awards 2020
- Nominierung in der Kategorie Best Sound Editing: Sound Effects and Foley in a Feature Film[16]

Goldene Himbeere 2020
- Nominierung für den Himbeeren-Erlöser-Preis (Keanu Reeves, auch für A Toy Story: Alles hört auf kein Kommando)

Golden Trailer Awards 2019
- Auszeichnung als Best of Show
- Auszeichnung für den Besten Trailer eines Actionfilms
- Auszeichnung für den Besten Trailer eines Sommerblockbusters
- Auszeichnung für das Beste Actionposter
- Auszeichnung für das Beste Teaserposter[17]

Hollywood Critics Association Awards 2020
- Auszeichnung für die Beste Stuntarbeit
- Nominierung als Bester Action- oder Kriegsfilm[18]

Houston Film Critics Society Awards 2020
- Nominierung für das Beste Stuntkoordinationsteam
- Nominierung für das Beste Filmposter[19]

Make-Up Artists and Hair Stylists Guild Awards 2020
- Nominierung für das Beste zeitgenössische Make-Up – Spielfilm (Stephen M. Kelley & Anna Stachow)
- Nominierung für das Beste zeitgenössische Haarstyling – Spielfilm (Kerrie Smith & Therese Ducey)[20]

National Film & TV Awards 2019
- Nominierung als Bester Actionfilm 2019
- Nominierung als Bester Horrorfilm oder Thriller 2019
- Nominierung als Beste Produzenten (Basil Iwanyk & Erica Lee)[21]

People’s Choice Awards 2019
- Nominierung als Movie of 2019
- Nominierung als Action Movie of 2019
- Nominierung als Male Movie Star of 2019 (Keanu Reeves)
- Nominierung als Action Movie Star of 2019 (Keanu Reeves)
- Nominierung als Action Movie Star of 2019 (Halle Berry)[22]

Saturn-Award-Verleihung 2019
- Nominierung als Bester Action-/Adventure-/Thriller-Film
- Nominierung als Bester Hauptdarsteller (Keanu Reeves)
- Nominierung für den Besten Schnitt (Evan Schiff)[23]

Seattle Film Critics Society Awards 2019
- Auszeichnung für die Beste Actionchoreografie[24]

St. Louis Film Critics Association Awards 2019
- Nominierung als Bester Actionfilm[25]

## Fortsetzung
Bereits kurz nach Kinostart wurde ein vierter Teil der Filmreihe bestätigt, der erneut von Chad Stahelski inszeniert werden und ursprünglich am 21. Mai 2021 in die US-amerikanischen Kinos kommen sollte. Nachdem in der Handlungszeit von Teil eins bis Teil drei gerade einmal knapp ein Monat vergangen ist, soll zwischen dem dritten und vierten Teil eine längere Pause liegen, in der sich John Wick und die angeschlagenen Netzwerke regenerieren können.